# Coppull
Coppull is een civil parish in het bestuurlijke gebied Chorley, in het Engelse graafschap Lancashire met 7959 inwoners.